# HNK Cibalia Vinkovci
HNK Cibalia is een Kroatische voetbalclub uit Vinkovci.

## Geschiedenis
De club werd in 1919 opgericht als HGŽK Cibalia Vinkovci en fuseerde in 1925 met RŠK Sloga. Tijdens de Tweede Wereldoorlog werden de activiteiten gestaakt. Na de oorlog fuseerde de club met OFD Graničar en werd zo FD Dinamo Vinkovci.
In 1982 promoveerde de club voor het eerst naar de hoogste klasse van Joegoslavië en speelde daar vijf seizoenen, nooit werd de toptien gehaald. In 1990 werd opnieuw de oude naam Cibalia aangenomen.
Na de onafhankelijkheid van Kroatië was de club medeoprichter van de Kroatische hoogste klasse. In het tweede seizoen werd de club vijfde, de beste plaatst tot nu toe. In 1997 degradeerde de club maar kon na één seizoen terugkeren. In 2004 volgde een nieuwe degradatie. Doordat de club financiële verplichtingen niet kon nakomen bij transfers van spelers begon de club met zes strafpunten in de tweede klasse. Dit belette de club echter niet om de competitie met vlag en wimpel te winnen en meteen terug te keren naar het hoogste niveau. In 2013 volgde een nieuwe degradatie. In 2016 kon de club weer promoveren en hield twee jaar stand. 

## Erelijst
- Beker van Kroatië

Finalist: 1999

## Eindklasseringen vanaf 1992
| Seizoen | Competitie   | Niveau | Eindstand | Beker        | Opmerking                                      |
| ------- | ------------ | ------ | --------- | ------------ | ---------------------------------------------- |
| 1992    | 1. HNL       | I      | 9         | --           |                                                |
| 1992/93 | 1. HNL       | I      | 5         | 1/8 finale   |                                                |
| 1993/94 | 1. HNL       | I      | 7         | 1/8 finale   |                                                |
| 1994/95 | 1. HNL       | I      | 10        | kwartfinale  |                                                |
| 1995/96 | 1. HNL       | I      | 9         | 1/8 finale   |                                                |
| 1996/97 | 1. HNL       | I      | 13        | 1e ronde     |                                                |
| 1997/98 | 2. HNL-Oost  | II     | 1         | 1e ronde     | promotie play-off > NK Segesta Sisak, 2-1      |
| 1998/99 | 1. HNL       | I      | 9         | Finale       | < NK Osijek, 1-2 n.v.                          |
| 1999/00 | 1. HNL       | I      | 6         | halve finale |                                                |
| 2000/01 | 1. HNL       | I      | 9         | 8e finale    |                                                |
| 2001/02 | 1. HNL       | I      | 10        | 1e ronde     |                                                |
| 2002/03 | 1. HNL       | I      | 5         | kwartfinale  |                                                |
| 2003/04 | 1. HNL       | I      | 11        | halve finale | pd-wedstrijden > NK Međimurje Čakovec: 0-2/2-2 |
| 2004/05 | 2. HNL-Noord | II     | 1         | 1e ronde     | Promotie play-off > NK Novalja: 4-0/1-1        |
| 2005/06 | 1. HNL       | I      | 9         | 8e finale    |                                                |
| 2006/07 | 1. HNL       | I      | 10        | kwartfinale  |                                                |
| 2007/08 | 1. HNL       | I      | 8         | kwartfinale  |                                                |
| 2008/09 | 1. HNL       | I      | 8         | halve finale |                                                |
| 2009/10 | 1. HNL       | I      | 3         | 1e ronde     |                                                |
| 2010/11 | 1. HNL       | I      | 4         | halve finale |                                                |
| 2011/12 | 1. HNL       | I      | 5         | halve finale |                                                |
| 2012/13 | 1. HNL       | I      | 11        | halve finale |                                                |
| 2013/14 | 2. HNL       | II     | 2         | 8e finale    | pd-wedstrijden > NK Slaven Belupo: 2-2/1-2     |
| 2014/15 | 2. HNL       | II     | 6         | 8e finale    | Liga-topscorer: Frane Vitaić (15)              |
| 2015/16 | 2. HNL       | II     | 1         | 8e finale    |                                                |
| 2016/17 | 1. HNL       | I      | 9         | 8e finale    | pd-wedstrijden > HNK Gorica: 2-0/3-1           |
| 2017/18 | 1. HNL       | I      | 10        | 8e finale    | Failliet                                       |
| 2018/19 | 3. HNL       | III    | 1         | 1e ronde     |                                                |
| 2019/20 | 2. HNL       | II     | 16        | 1e ronde     | Geen degradatie ivm coronapandemie             |
| 2020/21 | 2. HNL       | II     | 4         | 1e ronde     |                                                |
| 2021/22 | 2. HNL       | II     | 6         | 1e ronde     |                                                |
| 2022/23 | 2. HNL       | II     | 3         | 1e ronde     |                                                |
| 2023/24 | 2. HNL       | II     | 8         | 8e finales   |                                                |
| 2024/25 | 2. HNL       | II     | .         |              |                                                |

## Cibalia in Europa
Uitslagen vanuit gezichtspunt HNK Cibalia Vinkovci
| Seizoen                                                    | Competitie    | Ronde | Land                          | Club                 | Totaalscore | 1e W    | 2e W    | PUC |
| ---------------------------------------------------------- | ------------- | ----- | ----------------------------- | -------------------- | ----------- | ------- | ------- | --- |
| 2000                                                       | Intertoto Cup | 1R    | Vlag van Servië en Montenegro | FK Obilić Belgrado   | 4-2         | 3-1 (T) | 1-1 (U) | 0.0 |
|                                                            |               | 2R    | Vlag van Hongarije            | Lombard FC Tatabánya | 2-3         | 2-3 (U) | 0-0 (T) | 0.0 |
| 2003                                                       | Intertoto Cup | 2R    | Vlag van Wit-Rusland          | Sjachtjor Salihorsk  | 5-3         | 1-1 (U) | 4-2 (T) | 0.0 |
|                                                            |               | 3R    | Vlag van Finland              | Tampere United       | 2-1         | 2-0 (U) | 0-1 (T) | 0.0 |
|                                                            |               | 1/2   | Vlag van Duitsland            | VfL Wolfsburg        | 1-8         | 1-4 (T) | 0-4 (U) | 0.0 |
| 2010/11                                                    | Europa League | 2Q    | Vlag van Noord-Ierland        | Cliftonville FC      | 0-1         | 0-1 (U) | 0-0 (T) | 0.5 |
| Totaal aantal behaalde punten voor UEFA coëfficiënten: 0.5 |               |       |                               |                      |             |         |         |     |

## Bekende (ex-)spelers

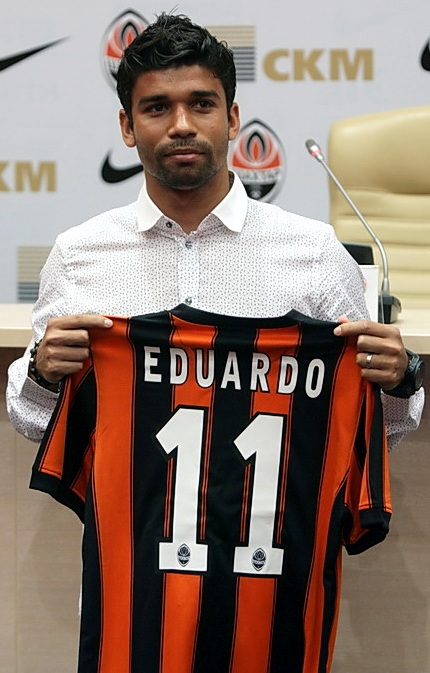
Oud-speler Eduardo da Silva

- Mirko Grabovac
- Tomislav Ivković
- Ivan Bošnjak
- Marijan Mrmić
- Nikola Jerkan
- Hrvoje Kovačević
- Sulejman Halilović
- Davor Čop
- Josip Weber
- Nerves Zahirović
- Srećko Lušić
- Martin Novoselac
- Eduardo da Silva